# 白乳泉街道
白乳泉街道，是中华人民共和国安徽省蚌埠市怀远县下辖的一个街道。
2022年5月18日，安徽省民政厅批复同意由荆山镇析置白乳泉街道，2023年6月正式设立。

## 行政区划
白乳泉街道下辖以下地区：
乳泉社区、元宝塘社区、顺河社区、望月社区、卞和社区、荆山社区、光明社区、文昌社区、圣泉社区、永平社区、靠山社区、新上村、荆芡村。